# Enea Becheroni
Enea Becheroni (Monteroni d'Arbia, 21 gennaio 1819 – Livorno, 9 giugno 1855) è stato uno scultore italiano.

## Produzione artistica
A Siena realizzò alcuni busti per la Sala del Risorgimento del Palazzo Pubblico, ora sede del Museo civico, e lavorò nel 1848 al restauro della Cappella di Piazza.
Gli vennero inoltre commissionati due lavori in memoria dell'ingegnere Giuseppe Pianigiani: un busto da collocare nella Sala del Concistoro del Palazzo Pubblico e un monumento per la chiesa di San Domenico, iniziato dal Becheroni poco prima di morire e concluso da Tito Sarrocchi, costituito da un basamento con tre bassorilievi allegorici della Fisica, della Meccanica e dell'Architettura, sul quale si trova la statua a figura intera del Pianigiani.
Morto in giovanissima età, la sua lapide sepolcrale venne eseguita dallo stesso Sarrocchi.